# Islas Salomón en los Juegos Olímpicos de Pekín 2008
Las Islas Salomón estuvieron representadas en los Juegos Olímpicos de Pekín 2008 por tres deportistas, un hombre y dos mujeres, que compitieron en dos deportes.
La portadora de la bandera en la ceremonia de apertura fue la halterófila Wendy Hale. El equipo olímpico salomonense no obtuvo ninguna medalla en estos Juegos.